# سوزانا دوسامانتس
سوزانا دوسامانتس (بالإسبانية: Susana Dosamantes)‏ هي ممثلة مكسيكية مشهورة ولدت في غوادالاخارا بتاريخ 9 يناير 1948، وهي أم المغنية البوب المكسيكية باولينا روبيو. عملت في نحو 50 مسلسلاً وفيلماً لاتينياً. كانت زوجة إنريكي روبيو، أحد أشهر محامي المكسيك، ولديها منه إبنان، إنريكي روبيو وباولينا روبيو.
من أشهر مسلسلاتها العمر الضائع.

## روابط خارجية
- سوزانا دوسامانتس على موقع IMDb (الإنجليزية)
- سوزانا دوسامانتس على موقع ألو سيني (الفرنسية)
- سوزانا دوسامانتس على موقع أول موفي (الإنجليزية)
- سوزانا دوسامانتس على موقع قاعدة بيانات الأفلام السويدية (السويدية)
- سوزانا دوسامانتس على موقع قاعدة بيانات الفيلم (الإنجليزية)
- سوزانا دوسامانتس على موقع كينوبويسك (الروسية)